# Ternstroemia globiflora
Ternstroemia globiflora är en tvåhjärtbladig växtart som beskrevs av Hipólito Ruiz López och Pav. Ternstroemia globiflora ingår i släktet Ternstroemia och familjen Pentaphylacaceae. Inga underarter finns listade i Catalogue of Life.